# Рона (Шотландия, северная)
Ро́на (англ. Rona, гэльск. Rònaigh, [rˠɔːnaj], также известен как Северная Рона) — изолированный остров в Северной Атлантике. Ближайшая суша — Сулискер (18 км на запад), Льюис (71 км на ЮЮЗ), мыс Рат (основная часть Шотландии, 72 км на ЮВ), Стак-Скерри (75 км на восток), Судурой (Фареры, 255 км на север). Несмотря на бо́льшую изолированность, чем даже на Сент-Килде, остров долго был обитаем. Ввиду малых размеров и изолированности не помечен на многих картах Великобритании.

## История
Считается, что на острове жил святой Ронан в VIII в. Остров был населен до 1685 года, когда всё население (30 человек) погибло от голода после проникновения на остров чёрных крыс, спасшихся после кораблекрушения и уничтоживших запасы ячменя. Не исключено и дополнительное действие болезней (чумы). Об этом стало известно только через год, так как корабли не заходили на остров. После гибели людей грызуны также погибли, поскольку на острове не могли найти пропитания.
Остров был заселен заново, однако в 1695 году опять обезлюдел после крушения лодки. В дальнейшем, остров периодически посещался пастухами и членами их семей до 1844 года. Сэр Джеймс Мэтисон, купивший остров Льюис в 1844 г., предложил правительству использовать Рону в качестве места ссылки, но его предложение было отклонено.
В дальнейшем остров время от времени посещался, за исключением 1884—1885 гг. В июне 1884 г. два человека с Льюиса, Малькольм Мадональд и Мердо Макей, очевидно, поссорившись с главой церкви, остались на острове смотреть за овцами. В августе за ними пришла лодка, однако оба были найдены в здравии и хорошем расположении духа и отказались возвращаться на Льюис. В следующий раз лодка пришла только в апреле 1885 года и обнаружила обоих мёртвыми. Как показало вскрытие, мужчины заболели и умерли в течение зимы.
Во время первой мировой войны Вальтер Реми, командир U-90, заходил на остров во время каждого выхода на патрулирование и посылал членов команды подстрелить овец для обеспечения команды свежей бараниной.
В 1938—1939 гг. на острове жили Фрэнк Фразер Дарлинг со своей женой Бобби и сыном Аласдиром. Они изучали длинномордых тюленей и гнездующихся морских птиц.
На острове сохранились руины часовни святого Ронана. Рона принадлежит Шотландскому Природному Наследию в качестве заповедника длинномордых тюленей и морских птиц. На острове живут прямохвостая качурка и северная качурка, для которых он является важным местом гнездования.
Также на острове есть автоматический маяк, который обслуживается Северной Службой маяков.